# Campionati europei juniores di atletica leggera 2003
Il XVII Campionato europeo juniores di atletica leggera si è disputato a Tampere, in Finlandia, dal 23 al 27 luglio 2003.

## Record registrati
| Atleta | Evento                       | Paese       | Record  | Tipo |
| --- | ---------------------------- | ----------- | ------- | ---- |
| Magnus Lohse                                                                                                   | Getto del peso - uomini      | Svezia      | 20,28 m | CR   |
| Erik Cadée | Lancio del disco - uomini    | Paesi Bassi | 60,42 m | CR   |
| Lorenzo Povegliano                                                                                             | Lancio del martello - uomini | Italia      | 72,72 m | CR   |
| Catalina Oprea                                                                                                 | 2.000 siepi - donne          | Romania     | 6'21"78 | CR   |
| Legenda: WR — Record del mondo · AR — Record continentale · CR — Record del campionato · NR — Record nazionale |                              |             |         |      |

## Risultati
I risultati del campionato sono stati:

### Uomini
| Specialità | Oro                                                                | Prestazione | Argento                                                              | Prestazione | Bronzo                                                                        | Prestazione |
| Corse piane |                                                                    |             |                                                                      |             |                                                                               |             |
| 100 metri | Leon Baptiste Regno Unito                                          | 10"50       | Till Helmke Germania                                                 | 10"52       | Monu Miah Regno Unito                                                         | 10"54       |
| 200 metri | Sebastian Ernst Germania                                           | 20"63       | Roman Smirnov Russia                                                 | 20"86       | Till Helmke Germania                                                          | 20"86       |
| 400 metri | Dimítrios Gravalos Grecia                                          | 46"54       | Kamghe Gaba Germania                                                 | 46"63       | Piotr Kedzia Polonia                                                          | 46"69       |
| 800 metri | René Bauschinger Germania                                          | 1'46"43     | David Fiegen Lussemburgo                                             | 1'49"91     | Ireneusz Sekretarski Polonia                                                  | 1'49"97     |
| 1.500 metri | Bartosz Nowicki Polonia                                            | 3'45"01     | Thomas Lancashire Regno Unito                                        | 3'45"60     | Olle Walleräng Svezia                                                         | 3'46"17     |
| 5.000 metri | Anatoliy Rybakov Russia                                            | 14'13"41    | Marius Ionescu Romania                                               | 14'16"12    | Cristinel Irimia Romania                                                      | 14'17"30    |
| 10.000 metri | Marius Ionescu Romania                                             | 29'40"41    | Alexey Reunkov Russia                                                | 29'40"80    | Mohammed Bashir Danimarca                                                     | 29'42"42    |
| Corse a ostacoli |                                                                    |             |                                                                      |             |                                                                               |             |
| 3000 metri siepi | Ruben Schwarz Germania                                             | 8'46"21     | Maricel Ionascu Romania                                              | 8'53"31     | Christoforos Meroussis Grecia                                                 | 8'55"69     |
| 110 metri ostacoli | Bano Traore Francia                                                | 13"95       | Andreas Kundert Svizzera                                             | 14"18       | Kai Doskoczynski Germania                                                     | 14"26       |
| 400 metri ostacoli | Rhys Williams Regno Unito                                          | 51"15       | Mohamed Atig Francia                                                 | 51"46       | Rupert Gardner Regno Unito                                                    | 51"83       |
| Staffette |                                                                    |             |                                                                      |             |                                                                               |             |
| Staffetta 4x100 m | Regno Unito Andrew Matthews Laurence Oboh Monu Miah Leon Baptiste  | 40"37       | Germania Martin Lohmann Kai Doskoczynski Sebastian Ernst Till Helmke | 40"41       | Francia Cédric Fagris Jean-Paul Fernandez Guillaume Wallard Eddy De Lépine    | 40"50       |
| Staffetta 4x400 m | Germania Lars Förster Thomas Wilhelm Christoph Gernand Kamghe Gaba | 3'08"31     | Polonia Łukasz Pryga Karol Grzegorczyk Rafał Błocian Piotr Kędzia    | 3'08"62     | Russia Konstantin Svechkar Maksim Aleksandrenko Ivan Kozhukhar Dmitriy Shubin | 3'08"81     |
| Corse su strada |                                                                    |             |                                                                      |             |                                                                               |             |
| 10 km marcia | Vladimir Parvatkin Russia                                          | 41'33"55    | Michal Blazek Slovacchia                                             | 41'54"66    | Francisco Arcilla Spagna                                                      | 42'06"15    |
| Salti |                                                                    |             |                                                                      |             |                                                                               |             |
| Salto in alto | Jaroslav Bába Rep. Ceca                                            | 2,28 m      | Aleksey Dmitrik Russia                                               | 2,26 m      | Linus Thörnblad Svezia                                                        | 2,23 m      |
| Salto con l'asta | Vincent Favretto Francia                                           | 5,50 m      | Artyom Kuptsov Russia                                                | 5,50 m      | Fabian Schulze Germania                                                       | 5,40 m      |
| Salto in lungo | Nelson Évora Portogallo                                            | 7,83 m      | Christian Kaczmarek Germania                                         | 7,81 m      | Tim Riedel Germania                                                           | 7,65 m      |
| Salto triplo | Nelson Évora Portogallo                                            | 16,43 m     | Dmitriy Detsuk Bielorussia                                           | 16,13 m     | Yevgen Semenenko Ucraina                                                      | 16,04 m     |
| Lanci |                                                                    |             |                                                                      |             |                                                                               |             |
| Getto del peso | Magnus Lohse Svezia                                                | 20,28 m     | Anton Lyuboslavskiy Russia                                           | 20,10 m     | Georgi Ivanov Bulgaria                                                        | 19,94 m     |
| Lancio del disco | Erik Cadée Paesi Bassi                                             | 60,42 m     | Martin Marić Croazia                                                 | 58,59 m     | Andreas Porth Germania                                                        | 58,45 m     |
| Lancio del martello | Lorenzo Povegliano Italia                                          | 72,72 m     | Kamilius Bethke Germania                                             | 72,60 m     | Andrey Azarenkov Russia                                                       | 72,10 m     |
| Lancio del giavellotto | Teemu Wirkkala Finlandia                                           | 79,90 m     | Tero Järvenpää Finlandia                                             | 73,66 m     | Antti Ruuskanen Finlandia                                                     | 72,87 m     |
| Prove multiple |                                                                    |             |                                                                      |             |                                                                               |             |
| Decathlon | Nicklas Wiberg Svezia                                              | 7604 p.     | Alexey Sysoev Russia                                                 | 7531 p.     | Steffen Willwacher Germania                                                   | 7497 p.     |
| miglior prestazione mondiale under 20; miglior prestazione mondiale stagionale under 20; record europeo; miglior prestazione europea stagionale; record europeo under 20; record europeo stagionale under 20; record dei campionati; record nazionale; record nazionale under 20; record nazionale under 18; record personale; record personale stagionale. |                                                                    |             |                                                                      |             |                                                                               |             |

### Donne
| Specialità | Oro                                                                            | Prestazione | Argento                                                               | Prestazione | Bronzo                                                                   | Prestazione |
| Corse piane |                                                                                |             |                                                                       |             |                                                                          |             |
| 100 metri | Ivet Lalova Bulgaria                                                           | 11"43       | Véronique Mang Francia                                                | 11"56       | Jade Lucas-Read Regno Unito                                              | 11"60       |
| 200 metri | Ivet Lalova Bulgaria                                                           | 22"88       | Jenny Ljunggren Svezia                                                | 23"35       | Virginie Michanol Francia                                                | 23"36       |
| 400 metri | Mariya Dryakhlova Russia                                                       | 52"65       | Joanne Cuddihy Irlanda                                                | 53"62       | Christine Ohuruogu Regno Unito                                           | 54"21       |
| 800 metri | Simona Barcau Romania                                                          | 2'02"76     | Charlotte Moore Regno Unito                                           | 2'03"40     | Jemma Simpson Regno Unito                                                | 2'03"42     |
| 1.500 metri | Nelya Neporadna Ucraina                                                        | 4'12"57     | Dani Barnes Regno Unito                                               | 4'16"91     | Corina Dumbravean Romania                                                | 4'17"56     |
| 3.000 metri | Inna Poluškina Lettonia                                                        | 9'07"85     | Binnaz Uslu Turchia                                                   | 9'23"10     | Adriënne Herzog Paesi Bassi                                              | 9'26"01     |
| 5.000 metri | Silvia La Barbera Italia                                                       | 15'52"20    | Inna Poluškina Lettonia                                               | 15'55"69    | Charlotte Dale Regno Unito                                               | 16'07"26    |
| Corse a ostacoli |                                                                                |             |                                                                       |             |                                                                          |             |
| 100 metri ostacoli | Sophie Krauel Germania                                                         | 13"28       | Symone Belle Regno Unito                                              | 13"53       | Sabrina Altermatt Svizzera                                               | 13"59       |
| 400 metri ostacoli | Yekaterina Kostetskaya Russia                                                  | 57"52       | Irina Obedina Russia                                                  | 57"57       | Zuzana Hejnová Rep. Ceca                                                 | 58"30       |
| 2000 metri siepi | Catalina Oprea Romania                                                         | 6'21"78     | Ancuţa Bobocel Romania                                                | 6'32"03     | Yekaterina Bespalova Russia                                              | 6'5"11      |
| Staffette |                                                                                |             |                                                                       |             |                                                                          |             |
| Staffetta 4x100 m | Francia Natacha Vouaux Lina Jacques-Sébastien Aurélie Kamga Véronique Mang     | 44"60       | Regno Unito Anyika Onuora Kadi-Ann Thomas Amy Spencer Jade Lucas-Read | 44"81       | Finlandia Siina Pylkkä Elina Korjansalo Sari Keskitalo Elisa Hakamäki    | 45"00       |
| Staffetta 4x400 m | Russia Tatyana Popova Yekaterina Kostetskaya Yelena Migunova Mariya Dryakhlova | 3'33"48     | Francia Dora Jemaa Thélia Sigère Rose Ndje Virginie Michanal          | 3'37"78     | Regno Unito Christine Ohuruogu Sian Scott Victoria Griffiths Gemma Nicol | 3'38"96     |
| Corse su strada |                                                                                |             |                                                                       |             |                                                                          |             |
| 10 km marcia | Irina Petrova Russia                                                           | 47'12"77    | Anna Bragina Russia                                                   | 47'17"56    | Ana Cabecinha Portogallo                                                 | 47'36"15    |
| Salti |                                                                                |             |                                                                       |             |                                                                          |             |
| Salto in alto | Ariane Friedrich Germania                                                      | 1,88 m      | Aileen Herrmann Germania                                              | 1,86 m      | Emma Green Svezia                                                        | 1,86 m      |
| Salto con l'asta | Silke Spiegelburg Germania                                                     | 4,15 m      | Floé Kühnert Germania                                                 | 4,15 m      | Aleksandra Kiryashova Russia                                             | 4,15 m      |
| Salto in lungo | Sophie Krauel Germania                                                         | 6,47 m      | Adina Anton Romania                                                   | 6,46 m      | Daniela Lincoln-Saavedra Svezia                                          | 6,35 m      |
| Salto triplo | Anastasiya Taranova Russia                                                     | 13,61 m     | Cristine Spataru Romania                                              | 13,54 m     | Svetlana Bolshakova Russia                                               | 13,37 m     |
| Lanci |                                                                                |             |                                                                       |             |                                                                          |             |
| Getto del peso | Anna Avdeyeva Russia                                                           | 16,71 m     | Yulia Leantsiuk Bielorussia                                           | 16,29 m     | Petra Lammert Germania                                                   | 16,16 m     |
| Lancio del disco | Ulrike Giesa Germania                                                          | 53,75 m     | Nadine Müller Germania                                                | 53,44 m     | Dar'ja Piščal'nikova Russia                                              | 52,39 m     |
| Lancio del martello | Katarzyna Kita Polonia                                                         | 66,08 m     | Maryia Smaliachkova Bielorussia                                       | 65,89 m     | Berta Castells Spagna                                                    | 65,64 m     |
| Lancio del giavellotto | Julia Zandt Germania                                                           | 56,96 m     | Mareike Rittweg Germania                                              | 54,74 m     | Ilze Gribule Lettonia                                                    | 52,76 m     |
| Prove multiple |                                                                                |             |                                                                       |             |                                                                          |             |
| Eptathlon | Olga Levenkova Russia                                                          | 5748 p.     | Kathrin Geissler Germania                                             | 5631 p.     | Anna Kryazheva Russia                                                    | 5605 p.     |
| miglior prestazione mondiale under 20; miglior prestazione mondiale stagionale under 20; record europeo; miglior prestazione europea stagionale; record europeo under 20; record europeo stagionale under 20; record dei campionati; record nazionale; record nazionale under 20; record nazionale under 18; record personale; record personale stagionale. |                                                                                |             |                                                                       |             |                                                                          |             |

## Medagliere
Legenda
     Paese ospitante
| Posizione | Paese       | Oro | Argento | Bronzo | Totale |
| --------- | ----------- | --- | ------- | ------ | ------ |
| 1         | Germania    | 9   | 10      | 7      | 26     |
| 2         | Russia      | 9   | 8       | 7      | 24     |
| 3         | Regno Unito | 4   | 5       | 8      | 17     |
| 4         | Romania     | 3   | 5       | 2      | 10     |
| 5         | Francia     | 3   | 3       | 2      | 8      |
| 6         | Svezia      | 2   | 1       | 4      | 7      |
| 7         | Polonia     | 2   | 1       | 2      | 5      |
| 8         | Bulgaria    | 2   | 0       | 1      | 3      |
| 8         | Portogallo  | 2   | 0       | 1      | 3      |
| 10        | Italia      | 2   | 0       | 0      | 2      |
| 11        | Finlandia   | 1   | 1       | 2      | 4      |
| 12        | Lettonia    | 1   | 1       | 1      | 3      |
| 13        | Rep. Ceca   | 1   | 0       | 1      | 2      |
| 13        | Paesi Bassi | 1   | 0       | 1      | 2      |
| 13        | Ucraina     | 1   | 0       | 1      | 2      |
| 16        | Grecia      | 1   | 0       | 0      | 1      |
| 17        | Bielorussia | 0   | 3       | 0      | 3      |
| 18        | Svizzera    | 0   | 1       | 1      | 2      |
| 19        | Croazia     | 0   | 1       | 0      | 1      |
| 19        | Irlanda     | 0   | 1       | 0      | 1      |
| 19        | Lussemburgo | 0   | 1       | 0      | 1      |
| 19        | Slovacchia  | 0   | 1       | 0      | 1      |
| 19        | Turchia     | 0   | 1       | 0      | 1      |
| 24        | Spagna      | 0   | 0       | 2      | 2      |
| 25        | Danimarca   | 0   | 0       | 1      | 1      |
| Totale    | Totale      | 44  | 44      | 44     | 132    |